# Istočna Ilidža
Istočna Ilidža je općina u Bosni i Hercegovini, u entitetu Republika Srpska.
Dio je Ilidže koji je pao pod Republiku Srpsku te joj je promijenjeno ime u Srpska Ilidža. Od nje je nastala današnja Istočna Ilidža. 
Općina Istočna Ilidža je nastala nakon rata u Bosni i Hercegovini pod nazivom Srpska Ilidža od dijela prijeratne općine Ilidža koja i danas postoji pod tim imenom, što je Ustavni sud BiH proglasio nelegalnim i diskriminatorskim, zbog pridjeva "srpski" u imenu općine. Sud je privremeno promijenio naziv Srpska Ilidža u Kasindo odlukom od 27. veljače 2004., nakon čega je skupština općine Kasindo, donijela odluku da se općina preimenuje u Istočna Ilidža. 

## Obrazovanje
Na području općine Istočna Ilidža postoje tri osnovne škole Jovan Dučć, Petar Petrović Njegoš i Aleksa Šantić. Na području ove općine postoji i Gimnazija te srednja stručna škola Istočna Ilidža.